# 2024年トマス杯の中国代表チーム
2024年トマス杯の中国代表チーム（China national badminton team at the Thomas Cup 2024）は、2024年トマス杯における中華人民共和国の代表チーム。
中国チームは3年ぶり11回目の優勝を果たした。
第1シングルスの石宇奇は、全試合で勝利し、チームの柱として貫禄を見せた。

## 予選結果

### グループA
| 順位 | チーム         | 勝点 | 試合 | 勝利 | 敗戦 | マッチ | マッチ | ゲーム | ゲーム | ポイント | ポイント |
| 順位 | チーム         | 勝点 | 試合 | 勝利 | 敗戦 | 取得   | 喪失   | 取得   | 喪失   | 取得     | 喪失     |
| ---- | -------------- | ---- | ---- | ---- | ---- | ------ | ------ | ------ | ------ | -------- | -------- |
| 1    | 中国           | 3    | 3    | 3    | 0    | 13     | 2      | 28     | 5      | 671      | 415      |
| ２   | 韓国           | 2    | 3    | 2    | 1    | 12     | 3      | 25     | 8      | 632      | 471      |
| ３   | カナダ         | 1    | 3    | 1    | 2    | 3      | 12     | 8      | 24     | 449      | 621      |
| ４   | オーストラリア | 0    | 3    | 0    | 3    | 2      | 13     | 4      | 28     | 404      | 649      |

## シングルス
- 石宇奇 (世界ランク2位)
6戦6勝
- 李詩灃 (世界ランク6位)
6戦4勝
- 陸光祖 (世界ランク19位)
2戦2勝
- 翁泓陽 (世界ランク16位)
1戦1勝

## ダブルス
- 梁偉鏗 (世界ランク1位)
6戦4勝
- 王昶 (世界ランク1位)
6戦4勝
- 何濟霆 (世界ランク11位)
4戦4勝
- 任翔宇 (世界ランク11位)
4戦4勝
- 劉雨辰 (世界ランク8位)
2戦1勝
- 欧烜屹 (世界ランク8位)
2戦1勝